# Sveta Nedelja (Istrien)
Sveta Nedelja (italienisch Santa Domenica d'Albona) ist ein Dorf und ein Stadtbezirk in der Gespanschaft Istrien, Kroatien. Die Gemeinde hat laut Volkszählung 2021 2898 Einwohner. Sveta Nedelja liegt an der Raša (Fiume Arsa).